# 川崎実
川崎 実（かわさき みのる、1949年 - 2010年8月）は、日本の大蔵官僚、団体職員。
独立行政法人造幣局貨幣部部長、独立行政法人造幣局理事などを歴任した。

## 来歴

### 大蔵省、財務省にて
1978年、大蔵省造幣局の職員として採用される。以来、造幣局関連の業務を中心にキャリアを積んだ。2001年の中央省庁再編にて、大蔵省が財務省に再編されたのちも、引き続き財務省造幣局にて勤務した。

### 独立行政法人化以降
2003年、造幣局が財務省から分割され、独立行政法人化したのちも、造幣局に所属した。同年より、造幣局の貨幣部にて部長に就任し、日本の貨幣鋳造業務の責任者として活躍する。2009年、造幣局の理事に就任した。理事長1名、理事3名の体制で約1000名の職員を率いている。
なお、理事長の新原芳明（大蔵省入省、金融庁証券取引等監視委員会事務局長などを歴任）、残りの理事の大前忠（大蔵省入省、東京税関税関長などを歴任）、大東義幸（近畿財務局入局、会計センター次長などを歴任）のいずれも造幣局生え抜きではないため、プロパー職員出身者としては川崎が最高位となる。理事の任期は2011年3月末日までである。
2010年8月13日、大峰山系に沢登りに出かけ、そのまま行方不明となる。同年8月17日、川崎が所属する山岳会のメンバーらが奈良県吉野郡上北山村にて遺体を発見し、翌日、吉野警察署により遺体が川崎であることが確認された。

## 人物
造幣局に長年勤務した経験を基に論文をまとめ、造幣局の紀要に寄稿している。
趣味は、20歳前後から始めた沢登りである。

## 略歴
- 1978年 - 大蔵省入省。
- 2003年 - 造幣局貨幣部部長。
- 2009年 - 造幣局理事。
- 2010年 - 死去。

## 著作
- 川崎実ほか「ニッケル含有銅合金の竪型連続鋳造について」『造幣局技報』2号、財務省造幣局事業企画部、2002年9月。
- 川崎実『秘瀑』山と溪谷社　2011年[7]